# Lincolnville (Caroline du Sud)
Pour les articles homonymes, voir Lincolnville.
Lincolnville est une ville américaine située dans les comtés de Charleston et de Dorchester dans l’État de Caroline du Sud.

## Démographie
| 1880 | 1890 | 1900 | 1910 | 1920 | 1930 |
| ---- | ---- | ---- | ---- | ---- | ---- |
| 350  | 388  | 40   | 341  | 247  | 600  |

| 1940 | 1950 | 1960 | 1970 | 1980 | 1990 |
| ---- | ---- | ---- | ---- | ---- | ---- |
| 261  | 278  | 420  | 504  | 808  | 716  |

| 2000 | 2010  | - | - | - | - |
| ---- | ----- | - | - | - | - |
| 904  | 1 139 | - | - | - | - |

## Traduction
- (en) Cet article est partiellement ou en totalité issu de l’article de Wikipédia en anglais intitulé « Lincolnville, South Carolina » (voir la liste des auteurs).